# Sam Perman
Salomon (Sam) Perman, född den 5 januari 1892 i Rödöns församling, Jämtlands län, död den 28 april 1959 i Hemsö socken , var en svensk präst och författare. Han var far till Sven Perman.

## Biografi
Sam Perman var son till hemmansägaren Per Perman och Brita Jonsdotter. Han blev student vid Uppsala universitet 1912 och teologie kandidat 1917 samt prästvigdes i Härnösands stift samma år. Han blev svensk pastor i Johannesburg 1925 och hemkommen till Sverige domkyrkoadjunkt i Uppsala 1933, komminister i Sundsvall och slutligen domprost i Luleå 1942.
Han gifte sig 1926 med Birgitta Hammar, som var dotter till direktören, fil. kand. Sven Hammar och grevinnan Eva Hamilton.

### Redaktörskap
- Luleå stift i ord och bild. [Sveriges stift i ord och bild]. Stockholm: Idun. 1953. Libris 830120

## Psalmer
- Gud har en famn nr 754 i Kyrkovisor för barn och nr 381 i Den svenska psalmboken 1986 under rubriken "Dopet".